# قائمة شركات مملوكة للحكومة الفلبينية
في الفلبين ، الشركة المملوكة للحكومة والتي تسيطر عليها ( والتي تسمى شركات جوكية )، أحيانًا مع "و/أو"،  هي مؤسسة مملوكة للدولة تمارس نشاطًا تجاريًا وغير تجاري. ومن الأمثلة على هذا الأخير نظام تأمين الخدمات الحكومية (GSIS)، وهو نظام الضمان الاجتماعي لموظفي الحكومة. هناك 219 دولة جوكية اعتبارًا من عام 2022.  تتلقى الشركات المملوكة للحكومة إعانات وتدفع أرباحًا للحكومة الوطنية. الشركة المملوكة للحكومة أو الخاضعة لسيطرتها هي شركة مساهمة أو شركة غير مساهمة، سواء كانت تؤدي وظائف حكومية أو خاصة، والتي تم تأسيسها مباشرة بموجب قانون خاص أو إذا تم تنظيمها بموجب قانون الشركات العام مملوكة أو تسيطر عليها الحكومة مباشرة، أو بشكل غير مباشر من خلال الشركة الأم أو الشركة التابعة، إلى حد أغلبية أسهم رأس المال القائمة على الأقل أو أسهم رأس المال القائمة التي لها حق التصويت.
بموجب قانون حوكمة الشركات المملوكة للحكومة أو التي تسيطر عليها (GCG) بموجب قانون حوكمة الشركات المملوكة للحكومة أو الخاضعة لسيطرتها (القانون الجمهوري رقم 10149).  لجنة الحوكمة هي "الهيئة الاستشارية والرقابية المركزية للحكومة على قطاع الشركات العامة" وفقًا للجريدة الرسمية للحكومة الفلبينية.  تقوم لجنة الحوكمة، من بين واجبات أخرى، بإعداد قائمة مختصرة من المرشحين لتعيينهم من قبل الرئيس في مجالس إدارة "جوكية" لرئيس الفلبين . 
لدى العديد من شركات جوكية، وليس جميعها، ميثاقها أو قانونها الخاص الذي يحدد مسؤولياتها وإدارتها. 

## التمويل

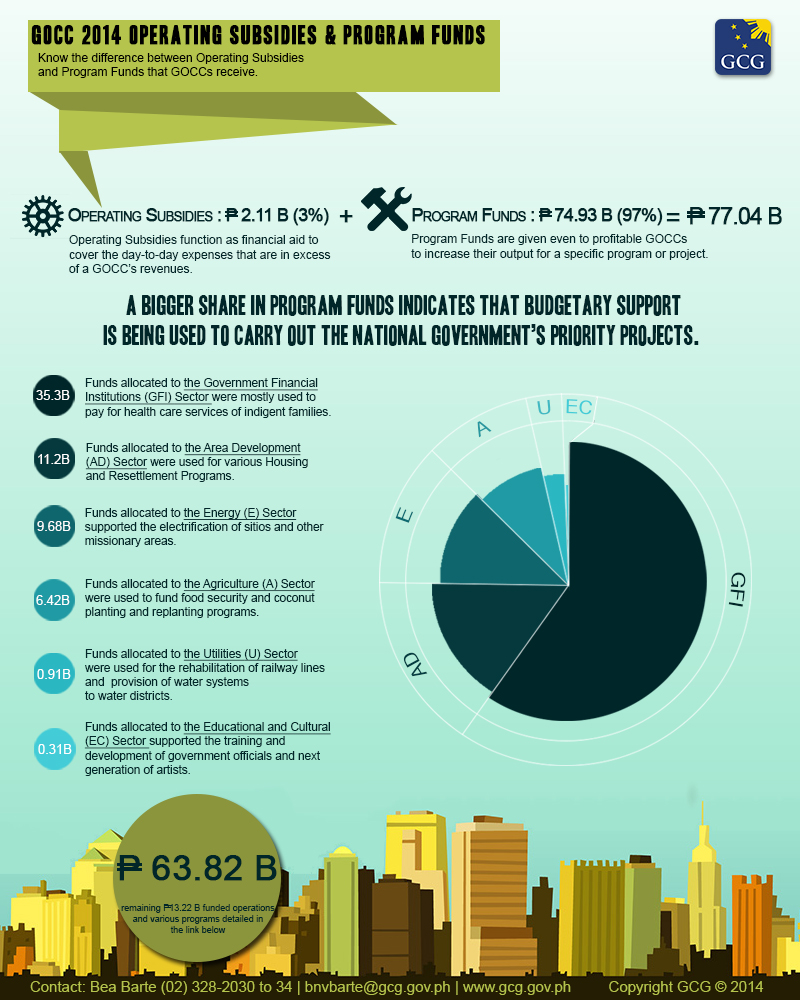
إعانات التشغيل وأموال البرامج لعام 2014 التي تلقتها الشركات المملوكة للحكومة من الحكومة الوطنية

تتلقى الشركات المملوكة للحكومة من الحكومة "إعانات" و"أموال البرامج".  تغطي الإعانات العمليات اليومية لـ الشركات المملوكة للحكومة عندما تكون الإيرادات غير كافية بينما يتم منح أموال البرنامج إلى الشركات المملوكة للحكومة المربحة لدفع تكاليف برنامج أو مشروع معين. 
بلغت الإعانات المقدمة من الحكومة الوطنية في عام 2011 إلى 21 مليار بيزو فلبيني . في السنة المالية 2013، منحت الحكومة الوطنية 71.9 مليار بيزو إلى شركات الاتصالات الحكومية في شكل إعانات، أي ما يقرب من ضعف مبلغ 44.7 مليار بيزو الذي تم برمجته في الميزانية.  في عام 2014، أنفقت الحكومة الوطنية 77.04 مليار بيزو على الشركات المملوكة للحكومة، تم تصنيف 3٪ منها على أنها إعانات و97٪ على أنها أموال برامج. 
في عام 2013، في "يوم أرباح الشركات المملوكة للحكومة"، تلقت الحكومة الفلبينية 28 مليار بيزو فلبيني في شكل أرباح وأشكال أخرى من التحويلات المالية من عمليات عام 2012 لـ 38 شركة مملوكة للحكومة.  قامت ثماني شركات تابعة لـ شركة مملوكة للحكومة بتحويل مليار بيزو لكل منها: هيئة استصلاح الأراضي الفلبينية [الإنجليزية] (PRA) (1 مليار بيزو)، وهيئة الموانئ الفلبينية (PPA) (1.03 مليار)، وهيئة مطار مانيلا الدولي (MIAA) (1.54 مليار بيزو)، والتسلية والترفيه الفلبينية (1.03 مليار بيزو)، شركة الألعاب (PAGCOR) (7.18 مليار بيزو)، وشركة إدارة أصول وخصوم قطاع الطاقة [الإنجليزية] (PSALM) (2 مليار بيزو)، وهيئة تطوير تحويل القواعد (BCDA) (2.30 مليار بيزو)، وبنك التنمية الفلبيني ( DBP) (3.16 مليار بيزو) والبنك العقاري الفلبيني (LBP) (6.24 مليار بيزو). بموجب القانون الجمهوري رقم 7656، يتعين على جميع الشركات المملوكة للحكومة "الإعلان وتحويل ما لا يقل عن 50٪ من صافي أرباحها السنوية كنقد أو أسهم أو أرباح عقارية إلى الحكومة الوطنية".  أفادت لجنة مراجعة الحسابات أنه في عام 2013، من بين 219 شركة مربحة، قامت 45 دولة فقط بتحويل حصة كاملة بنسبة 50٪ من أرباحها إلى الخزانة الوطنية، تاركة 174 أخرى مع أسهم حكومية غير محولة، تصل إلى أكثر من 50 مليار بيزو.  وكانت أرباح الأسهم المحولة تمثل عُشر (1/10) فقط من الإجمالي المطلوب بموجب القانون وفقًا للجنة. 
في عام 2014، في "يوم توزيع أرباح الشركات المملوكة للحكومة"، تلقت الحكومة الفلبينية ما قيمته 32.31 مليار بيزو فلبيني من الأرباح والتحويلات الأخرى من 50 شركة من الشركات المملوكة للحكومة.  قدمت سبع دول من الدول الجوكية ما يزيد عن مليار بيزو فليبيني لكل منها: بنك التنمية الفلبيني (DBP) بمبلغ 3.616 مليار بيزو؛ شركة إدارة أصول وخصوم قطاع الطاقة [الإنجليزية] (PSALM) بقيمة 2.5 مليار بيزو؛ هيئة تطوير تحويل القواعد (BCDA) بمبلغ 2.107 مليار بيزو؛ هيئة مطار مانيلا الدولي (MIAA) بمبلغ 1.577 مليار بيزو؛ شركة النفط الوطنية الفلبينية للاستكشاف (PNOC-EC) بمبلغ 1.5 مليار بيزو؛ هيئة الموانئ الفلبينية (PPA) بمبلغ 1.422 مليار بيزو؛ وشركة تأمين الودائع الفلبينية (PDIC) بمبلغ 1.05 مليار بيزو. 

## قائمة
القائمة مقتبسة من قائمة نظام التقارير المتكامل للشركات الفلبينية.  

### المؤسسات المالية الحكومية

#### المؤسسات المصرفية
- بنك الأمانة للاستثمار الإسلامي في الفلبين (AIIBP)
- بنك التنمية الفلبيني (DBP)
- مركز بيانات DBP, Inc. (DCI)
- البنك العقاري الفلبيني (LBP)
- مؤسسة البنك العقاري الفلبيني في تنمية الريف (LCDFI)
- مؤسسة أل بي بي للموارد والتنمية (LBRDC)
- البنك الفلبيني الخارجي (OFB)
- بنك التوفير يو سي بي بي (UCPB-SB) [ا]

#### المؤسسات غير المصرفية
- مؤسسة المعلومات الائتمانية (CIC)
- شركة دي بي بي للتأجير (DBP-LC)
- شركة إل بي بي لوساطة التأمين (LIBI)
- شركة أل بي بي للتأجير والتمويل (LLFC)
- الشركة الوطنية للتنمية (NDC)
- المؤسسة الوطنية لتمويل الرهن العقاري (NHMFC)
- الشركة الفلبينية للتأمين على المحاصيل (PCIC)
- الشركة الفلبينية للتأمين على الودائع (PDIC)
- مؤسسة الأعمال الصغيرة (SBCorp)
- مؤسسة تمويل الإسكان الاجتماعي (SHFC)
- شركة الضمان الفلبينية
- شركة يو سي بي بي للتأجير والتمويل (ULFC)
- شركة يو سي بي بي للأوراق المالية (USI)

#### مؤسسات الضمان الاجتماعي
- لجنة تعويض الموظفين (ECC)
- نظام تأمين الخدمات الحكومية (GSIS)
- الصندوق المشترك لتنمية المنازل (صندوق باج-أي بي أي جي)
- شركة التأمين الصحي الفلبينية (فيل هيلث)
- نظام الضمان الاجتماعي (SSS)
- اتحاد المحاربين القدامى في الفلبين (VFP)

### قطاع التجارة وتنمية المناطق والسياحة

#### تجارة
- مركز المعارض والبعثات التجارية الدولية (CITEM)
- شركة السوق الحرة الفلبينية (DFPC)
- الشركة الفلبينية للتجارة الدولية (PITC)
- شركة المشتريات الدوائية الفلبينية (PPPI)
- الهيئة الوطنية للغذاء (NFA)
- منتجات المزارعون (PPI)
- مؤسسة بلانترز (PFI)

#### تنمية المناطق
- هيئة تحويل وتطوير القواعد (BCDA)
- شركة كلارك للتنمية (CDC)
- شركة جون هاي للإدارة (JHMC)
- هيئة تنمية بحيرة لاجونا (LLDA)
- الهيئة الوطنية للإسكان (NHA)
- شركة بالاسيو ديل جوبيرنادور كوندومينيوم (PDGCC)
- هيئة استصلاح الأراضي الفلبينية (PRA)
- شركة بورو بوينت مانجمنت (PPMC)
- هيئة تطوير مدينة كويزون (QCDA)
- هيئة تنمية جنوب الفلبين (SPDA)
- هيئة البنية التحتية السياحية ومنطقة المشاريع (TIEZA)

#### السياحة
- مؤسسة كوريجيدور (CFI)
- فندق منتجع مراوي (MRHI)
- هيئة التقاعد الفلبينية (PRA)
- مجلس الترويج السياحي (TPB)

### القطاع التعليمي والثقافي

#### التعليمية
- الكشافة الفلبينية (BSP)
- فتيات الكشافة في الفلبين (GSP)
- أكاديمية الضرائب الفلبينية (PTA)

#### ثقافية
- المركز الثقافي الفلبيني (CCP)
- مؤسسة نايونج الفلبينية (NPF)

### قطاع الألعاب
- الشركة الفلبينية للتسلية والألعاب (PAGCOR)
- مكتب اليانصيب الخيري الفلبيني (PCSO)

### قطاع الطاقة والمواد الخام

#### طاقة
- الإدارة الوطنية للكهرباء (NEA)
- شركة الطاقة الوطنية (NPC)
- شركة النقل الوطنية (ترانسكو)
- شركة النفط الوطنية الفلبينية (PNOC)
- مؤسسة إدارة أصول وخصوم قطاع الطاقة (PSALM)
- شركة استكشاف النفط الوطنية الفلبينية (PNOC-EC)
- شركة النفط الوطنية الفلبينية لمصادر الطاقة المتجددة (PNOC-RC)
- شركة سوق الكهرباء الفلبينية (PEMC)

#### مواد خام
- شركة باتونج بوهاي لمناجم الذهب (BBGMI)
- بوكيدنون فورست إنك (BFI)
- مؤسسة تنمية الموارد الطبيعية (NRDC)
- شركة تطوير التعدين الفلبينية (PMDC) [ب]

### قطاع الزراعة والثروة السمكية والأغذية

#### الزراعة والثروة السمكية
- الهيئة الوطنية للألبان (NDA)
- الإدارة الوطنية للتبغ (NTA)
- هيئة جوز الهند الفلبينية (PCA)
- هيئة تنمية مصايد الأسماك الفلبينية (PFDA)
- إدارة تنظيم السكر (SRA)

#### طعام
- شركة كاجايان دي أورو للنفط (CAGOIL)
- شركة فود ترمينال (FTI) [ج]
- شركة جرانإكسبورت للتصنيع (جرانكس)
- شركة إليجان لصناعات جوز الهند (ILICOCO)
- شركة ليجاسبي للنفط (LEGOIL)
- الشركة الوطنية لتطوير السكر (NASUDECO) [ألفا السفلى 3]
- شركة سان بابلو للتصنيع (SPMC)
- شركة جنوب لوزون لزيت جوز الهند (SOLCOM)

### قطاع المرافق والاتصالات

#### خدمات
- هيئة ميناء سيبو (CPA)
- هيئة الطيران المدني في الفلبين (CAAP)
- شركة مطار كلارك الدولي (CIAC)
- هيئة مطار دافاو الدولي (DIAA)
- هيئة النقل بالسكك الحديدية الخفيفة (LRTA)
- إدارة مرافق المياه المحلية (LWUA)
- هيئة مطار ماكتان-سيبو الدولي (MCIAA)
- هيئة مطار مانيلا الدولي (MIAA)
- محطات المياه والصرف الصحي في العاصمة – مكتب الشركة (MWSS-CO)
- محطات المياه والصرف الصحي في العاصمة – المكتب التنظيمي (MWSS-RO)
- الإدارة الوطنية للري (NIA)
- شركة طريق رسوم المرور بي إي أيه (PEA-TC)
- الشركة الفلبينية لتطوير الفضاء الجوي (PADC)
- شركة البناء الوطنية الفلبينية (PNCC) [د]
- السكك الحديدية الوطنية الفلبينية (PNR)
- هيئة الموانئ الفلبينية (PPA)

#### مجال الاتصالات
- شركة وحدة إنتاج أيه بي أو (APO-PUI)
- شبكة تلفزيون الشعب (PTNI)
- مؤسسة البريد الفلبينية (PHLPost)

### قطاع خدمات الرعاية الصحية
- مركز لا يونيون الطبي (LUMC)

### العقارات و/أو الشركات القابضة
- شركة أنجلو فنتشرز
- شركة إيه بي هولدنجز
- شركة أرك للمستثمرين
- شركة ايه اس سي للمستثمرين
- شركة باتانجاس لاند (BLCI)
- شركة فرنانديز القابضة
- شركة ميريديان الأولى للتطوير
- شركة جي واي العقارية (GYREI)
- شركة كامايان العقارية (KRC)
- شركة بيناجكايسا العقارية (PiRC)
- شركة راندي ألايد فنتشرز
- شركةروك ستيل الموارد
- شركة روكساس شيرز
- شركة ضباط سان ميغيل.
- شركة سوريانو شيرز
- شركة تي ديوم الموارد
- شركة تودا القابضة
- شركة فالهالا العقارية

### الشركات التي تشرف عليها اللجنة الرئاسية للحكم الرشيد
- هيئة الإذاعة باناهاو (بي بي سي)
- شركة باتان لبناء السفن والهندسة (BASECO)
- شركة كيمفيلدز (CI)
- شركة العقارات المستقلة (IRC)
- شركة ميد-باسيج لتطوير الأراضي (MLDC)
- شركة الأداء للاستثمار (PIC)
- شركة بيدراس للبترول (PIEDRAS)
- مؤسسة التمويل والتنمية يو سي بي بي-سي أي أي أف (COCOFINANCE)
- مؤسسة يو سي بي بي-سي أي أي أف.
- المتحدة لكيماويات جوز الهند (COCOCHEM)
- بنك مزارعي جوز الهند المتحد للتأمين العام (COCOGEN)
- الشركة المتحدة لزراعة جوز الهند للتأمين على الحياة (COCOLIFE)

### تحت برنامج الخصخصة
- بنك عائلة جي أس أي أس (GSIS-FB)
- هيئة الإذاعة العابرة للقارات (IBC)
- شركة مونتيروسا للتنمية (MDC)

### غير عاملة أو غير نشطة أو معطلة
- شركة أنكور إستيت (AEI)
- معهد خدمات الطيران والتدريب (ASTI)
- شركة بي سي دي أيه للإدارة والقابضة (BMHI)
- مصنع معالجة جوز الهند المتكامل بمقاطعة كالواج كويزون (CQPICPPI)
- مؤسسة كلارك لتطوير الفنون التطبيقية (CPDF)
- شركة إدارة دي بي بي (DBPMC)
- شركة فيرست سينتينيال كلارك (FCCC)
- شركة صندوق جيسيس المشترك. (GSIS-MFI)
- شركة جي إس آي إس العقارية. (GSIS-PI)
- الشركة المتكاملة لصناعة مصانع الاعلاف (IFMC)
- شركة خدمة الغاز بين الجزر. (IIGSI)
- أل بي بي للخدمات المالية أس بي أيه (روما، إيطاليا) (LBP-FSS)
- شركة أل بي بي للتحويلات (الولايات المتحدة الأمريكية) (LBP-RC)
- مكتب تمثيل أل بي بي سنغافورة (LBP-SRO)
- مكتب تمثيل أل بي بي في تايوان (LBP-TRO)
- شركة أل دبليو يو أيه للإستشارات. (LWUA-CI)
- شركة مانيلا للغاز (MGC)
- شركة ماساجانانج ساكاهان (MSI)
- شركة تعبئة اللحوم في الفلبين (MPCP)
- منظمة مترو ترانزيت (MTOI)
- أن دي سي – الشركة الفلبينية للبنية التحتية (NPIC)
- شركة شمال دافاو للتعدين (NDMC)
- شركة شمال لوزون للسكك الحديدية (NORTHRAIL)
- شركة باسكوهان للتنمية (PDI)
- فيل. شركة سينتينيال اكسبو 98 (EXPO FILIPINO)
- شركة فيلبوست للتأجير والتمويل (PLFC)

### شركات تحت الإلغاء
- نظام التقاعد واستحقاقات الانفصال (AFP-RSBS)
- ألابانج-ستو. شركة توماس للتنمية (ASDI)
- شركة مزارع سي دي سي بي (CDCP-FC)
- مقاولو الأقراص والبناؤون والخدمات العامة (DISC)
- شركة فيرست كافيت الصناعية (FCIEI)
- شركة إتش جي سي سوبيك (HGC-SC)
- مؤسسة تنمية المستوطنات البشرية (HSDC)
- المؤسسة الوطنية للأعمال الزراعية (NABCOR)
- شركة نيا كونسلت (NIACI)
- شركة نورثرن فودز (NFC) [د]
- شركة باناي للسكك الحديدية (PRI) [د]
- إدارة تطوير بارتيدو (PDA)
- المؤسسة الفلبينية للتنمية الزراعية والتجارية (PADCC)
- شركة الغابات الفلبينية (PFC)
- شركة صناعات الفواكه والخضروات الفلبينية (PFVII)
- شركة السكر الفلبينية (PHILSUCOR) [د]
- لجنة مساعدة المحاربين القدامى الفلبينية (PVAC)
- شركة تنمية استثمارات المحاربين القدامى الفلبينية (PHIVIDEC)
- شركة النفط الوطنية الفلبينية للوقود البديل (PNOC-AFC)
- شركة النفط الوطنية الفلبينية للتطوير والإدارة (PNOC-DMC)
- شركة النفط الوطنية الفلبينية للشحن والنقل (PNOC-STC)
- مؤسسة كويدان وضمان الائتمان الريفي (QUEDANCOR)
- شركة سان كارلوس للفواكه (SCFC)
- مركز موارد التكنولوجيا (TRC)
- شركة تييرا فاكتورز (TFC)
- شركة منتجات التحكم في حركة المرور (TCPC)
- كلية زامبوانجا الزراعية الوطنية – شركة المطاط العقارية (ZREC)

### الشركات التي ُحلت أو ألغيت
- شركة باتان تكنولوجي بارك (BTPI)
- مركز تكنولوجيا الصناعة المنزلية (CITC)
- المؤسسة الوطنية لتنمية سبل العيش (NLDC) [ه]
- مؤسسة الائتمان والتمويل الشعبية (PCFC)

### الشركات التي ُخصخصت
- شركة إدارة المرافق والخدمات الجنوبية (SUMSI)

### الشركات الحكومية المدمجة
- شركة ضمان المنزل (HGC) [و]
- بنك مزارعي جوز الهند المتحد (UCPB) [ز]

### الشركات التي يتم التصرف فيها من قبل مكتب الخصخصة والإدارة
- شركة منزي للتنمية (MDC)

### الشركات التي تم استبعادها من تغطية القانون الجمهوري رقم 10149
- بانجكو سينترال إن جي بيليبيناس (BSP)
- البنك المركزي – مجلس المصفين (CB-COL)
- أكاديمية التنمية في الفلبين (DAP)
- مركز الفلبين الدولي للمؤتمرات (PICC)
- شركة فيفيدك باناي للصناعات الزراعية (PPAlC)

#### معاهد البحوث
- مركز الرئة في الفلبين (LCP)
- المعهد الوطني للكلى وزراعة الأعضاء (NKTI)
- المركز الفلبيني للتنمية الاقتصادية (PCED)
- المركز الطبي للأطفال الفلبيني (PCMC)
- مركز القلب الفلبيني (PHC)
- المعهد الفلبيني لدراسات التنمية (PIDS)
- المعهد الفلبيني للرعاية الصحية التقليدية والبديلة (PITAHC)
- معهد أبحاث الأرز الفلبيني (PRRI)

#### سلطات المنطقة الاقتصادية
- منطقة أورورا باسيفيك الاقتصادية وهيئة فريبورت (APECO)
- سلطة منطقة فريبورت في باتان (AFAB)
- هيئة منطقة كاجايان الاقتصادية (CEZA)
- شركة خدمات فريبورت (FSC)
- شركة شمال شرق لوزون لخدمات ساحل المحيط الهادئ (NLPCS)
- هيئة المنطقة الاقتصادية الفلبينية (PEZA)
- هيئة فيفيدك الصناعية (PIA)
- هيئة متروبوليتان خليج سوبيك (SBMA)
- هيئة المنطقة الاقتصادية الخاصة بمدينة زامبوانجا (ZCSEZA)

#### تم إنشاؤها بقرار من المحكمة العليا
- شبكة راديو الفلبين (RPN)

#### فريدة
- حساب تحدي الألفية في الفلبين (MCAP)

## أنظر أيضاً
- قائمة الشركات المملوكة للحكومة

## ملحوظات خارجية
1. ↑  formerly PostBank
2. ↑  formerly NRMDC
3. ↑  under the Privatization and Management Office of the Department of Finance  [لغات أخرى]‏
4. 1 2 3 4
5. ↑  merger between Livelihood Corporation (LIVECOR) and National Livelihood Support (NLSF)
6. ↑  merged with PhilExim to form PHILGUARANTEE
7. ↑  turned over from the Presidential Commission on Good Government (PCGG) to the Governance Commission for GOCCs (GCG)[11]

## روابط خارجية
- الموقع الرسمي للجنة الحوكمة في GOCCs
- قائمة GOCCs من الجريدة الرسمية للفلبين
- قائمة GOCCs من وزارة الميزانية والإدارة
- دليل 67 موقعًا إلكترونيًا لـ GOCCs من قسم العلوم والتكنولوجيا

قالب:State-owned enterprises by country